# Puente Hathaway
El Puente Hathaway (en inglés: Hathaway Bridge) es una estructura que se localiza a lo largo de la Ruta 98 (US 98) y conecta la Ciudad de Panamá (Florida) con Panamá City Beach en el mismo estado de los Estados Unidos.
Construido en 2003, reemplazó puentes anteriores que no pudieron llevar a la cada vez más grande cantidad de usuarios. El puente original Hathaway sustituyó al puente St. Andrews Bay, y se terminó en 1959. En 1997, el estado de Florida pagó más de $ 80 millones para la construcción del nuevo puente Hathaway. 